# 利福國際

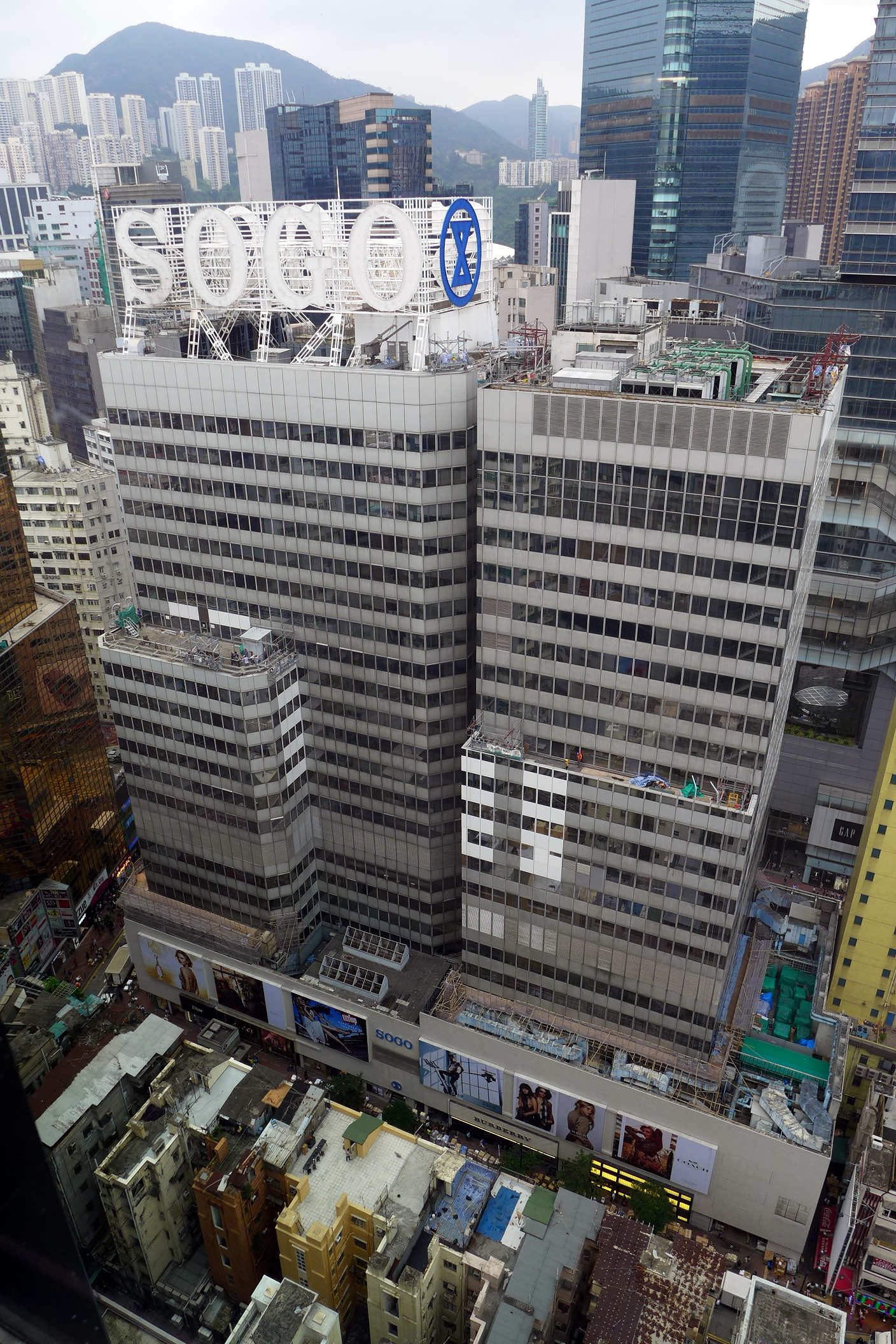
利福國際的主要業務是崇光百貨

利福國際集團有限公司（港交所除牌前：1212，簡稱利福國際），曾在香港上市的企業，公司在開曼群島註冊，主席為劉鑾鴻。利福國際的主要業務是崇光百貨和透過附屬利福中國（港交所：2136持有上海、蘇州、大連久光百貨和上海閘北區312街坊33丘約34.8萬平方米的商業綜合體及石家莊北國人百集團29.4%股權投資。辦事處位於銅鑼灣軒尼詩道555號東角中心20樓。
利福國際2013年10月29日公佈，由周大福企業全資持有的Go Create Limited配售其1.15億股公司股份，每股配售價為16.39元，套現約18.85億元，配售股份佔現有已發行股本約6.97%，股份將配售予劉鑾鴻全資持有的Dynamic Castle Limited及獨立第三方，配售股份當中6,900萬股配售予由劉鑾鴻全資持有的Dynamic Castle Limited，餘下的4600萬股則已配售予獨立第三方。緊接配售完成後，周大福一方的直接股權將由原來的1.15億股減少至零股，劉鑾鴻所持股份，未計其間接持有 的Real Reward Limited股份，將由逾2.58億增至逾3.27億股，股權由15.65%，增至19.84%。
2014年10月20日利福國際公布，大股東Real Reward計劃以每股14.75元，向中東主權基金卡塔爾投資局（Qatar Investment Authority）持有的Bellshill Investment Company Limited出售3.24億股利福國際股份，相當於19.9%權益，合共47.83億元
2014年12月22日利福國際大股東劉氏家族與周大福合組的Real Reward將其持有的32.27%利福股權，透過四份買賣協議向大股東劉氏家族基金信託、劉鑾鴻、周大福及Qatar Holding全數沽售，完成後劉氏家族集團於利福的持股量將增至50%，至於周大福的持股量則只有1股，整項交易涉資逾76億元。完成交易後，劉氏家族基金信託於利福的持股量將由原來的7.06%增至33.14%，代價61.625億元，劉鑾鴻的持股量則由4.05%增至7.36%，代價7.946億元，計及劉鑾鴻所持有的公司Dynamic Castle，劉氏家族集團於利福的持股量增至50%，至於Qatar Holding的持股量亦由原來的19.9%增至22.78%，代價6.79億元。
2016年6月30日利福國際（1212）以實物分派形式分拆其附屬利福中國於7月15日在香港联合交易所主板上市。完成分拆後，利福將續專注本地「SOGO」百貨業務，利福中國完全脫離利福，並集中內地「久光」百貨業務，包括上海、蘇州和大連百貨店及兩項內地投資，分別位於上海並正興建的商用物業及「石家莊北國人百集團」股權投資。
2016年11月23日利福國際（1212）以73.88億元投得新九龍內地段第6557號的用地，地盤面積約為152,407平方呎，最低及最高的樓面面積分別為658,402平方呎及1,097,325平方呎，每呎樓面地價6,733元。。
2018年3月20日卡塔爾投資局以每股12元，較停牌前報12.48元折讓約3.85%，配售利福國際約3.711億股或23%股權，套現44.53億元，劉鑾鴻承諾認購當中的2.8億股，涉資33.6億元；餘下約9112.3萬股配售予第三方投資者，劉鑾鴻並承諾認購未售出的股份，根據中期業績報告，劉鑾鴻持有5.4億股利福，若承接了2.8億股，他個人將持有利福8.2億股，相當於51.17%股權。
2018年3月20日卡塔爾投資局以每股2.03元，較停牌前報2.13元折讓約4.69%，悉售利福中國約3.711億股或23%股權，套現7.53億元，劉鑾鴻承諾認購當中的1.86億股，涉資3.77億元；餘下約1.85億股將配售予第三方，劉鑾鴻亦承諾認購未售出的股份。
2022年8月，劉鑾鴻提出將每股5元將公司私有化，較停牌前5個交易日平均收市價高出75.93%，涉資18.84億港元。

## 相關
- 劉鑾雄
- 劉鑾鴻

## 外部参考
- 利福國際集團有限公司官方網址 （页面存档备份，存于）

1. ↑  .   [2016-11-23]. （原始内容存档于2019-11-17）.
2. ↑  黃捷. . 香港01. 2022-08-07  [2022-08-08]. （原始内容存档于2022-08-14） （中文（香港））.